# Episodi di Scorpion (seconda stagione)
La seconda stagione della serie televisiva Scorpion, composta da 24 episodi, è stata trasmessa negli Stati Uniti dalla CBS dal 21 settembre 2015 al 25 aprile 2016.
In Italia, la stagione è andata in onda in chiaro su Rai 4 dal 13 ottobre al 22 dicembre 2016.
| nº | Titolo originale               | Titolo italiano                  | Prima TV USA      | Prima TV Italia  |
| -- | ------------------------------ | -------------------------------- | ----------------- | ---------------- |
| 1  | Satellite of Love              | Il satellite dell'amore          | 21 settembre 2015 | 13 ottobre 2016  |
| 2  | Cuba Libre                     | Emozioni cubane                  | 28 settembre 2015 | 13 ottobre 2016  |
| 3  | Fish Filet                     | Un nuovo amico                   | 5 ottobre 2015    | 13 ottobre 2016  |
| 4  | Robots                         | Robot                            | 12 ottobre 2015   | 20 ottobre 2016  |
| 5  | Super Fun Guys                 | Super Fun Guys                   | 19 ottobre 2015   | 20 ottobre 2016  |
| 6  | Tech, Drugs, and Rock 'n' Roll | High-Tech, Droga e Rock 'n' Roll | 26 ottobre 2015   | 27 ottobre 2016  |
| 7  | Crazy Train                    | Un treno impazzito               | 2 novembre 2015   | 27 ottobre 2016  |
| 8  | Area 51                        | Area 51                          | 9 novembre 2015   | 3 novembre 2016  |
| 9  | US vs. UN vs. UK               | Per denaro e per potere          | 16 novembre 2015  | 3 novembre 2016  |
| 10 | Arrivals and Departures        | Arrivi e partenze                | 23 novembre 2015  | 10 novembre 2016 |
| 11 | The Old College Try            | Tutti al college                 | 7 dicembre 2015   | 10 novembre 2016 |
| 12 | Dam Breakthrough               | Crepe pericolose                 | 14 dicembre 2015  | 17 novembre 2016 |
| 13 | White Out                      | Sottozero                        | 4 gennaio 2016    | 17 novembre 2016 |
| 14 | Sun of a Gun                   | Figlio di un militare            | 18 gennaio 2016   | 24 novembre 2016 |
| 15 | Da Bomb                        | La bomba                         | 25 gennaio 2016   | 24 novembre 2016 |
| 16 | Fractured                      | Divisi                           | 8 febbraio 2016   | 1º dicembre 2016 |
| 17 | Adaptation                     | Adattamento                      | 22 febbraio 2016  | 1º dicembre 2016 |
| 18 | The Fast and the Nerdiest      | Accettare le stranezze           | 29 febbraio 2016  | 8 dicembre 2016  |
| 19 | Ticker                         | Cuore                            | 14 marzo 2016     | 8 dicembre 2016  |
| 20 | Djibouti Call                  | Missione Gibuti                  | 21 marzo 2016     | 15 dicembre 2016 |
| 21 | Twist and Shout                | La tempesta perfetta             | 28 marzo 2016     | 15 dicembre 2016 |
| 22 | Hard Knox                      | Assalto a Fort Knox              | 11 aprile 2016    | 22 dicembre 2016 |
| 23 | Chernobyl Intentions           | Chernobyl 2.0                    | 18 aprile 2016    | 22 dicembre 2016 |
| 24 | Toby or Not Toby               | Salvare Toby                     | 25 aprile 2016    | 22 dicembre 2016 |